# Laemonema
Laemonema es un género de peces gadiformes de la familia Moridae.

## Especies
Se reconocen las siguientes especies:
- Laemonema barbatulum
- Laemonema compressicauda
- Laemonema goodebeanorum
- Laemonema gracillipes
- Laemonema laureysi
- Laemonema longipes
- Laemonema macronema
- Laemonema melanurum
- Laemonema modestum
- Laemonema nana
- Laemonema palauense
- Laemonema rhodochir
- Laemonema robustum
- Laemonema verecundum
- Laemonema yarrellii
- Laemonema yuvto